# Lesňáček kroužkooký
Lesňáček kroužkooký (Oporornis agilis) je malý tažný pěvec z čeledi lesňáčkovití, který hnízdí v hustých močálovitých lesích středojižní Kanady a oblasti Velkých Jezer Spojených států amerických, a zimuje v Jižní Americe (Bolívie, Brazílie). Jedná se o jediného zástupce rodu Oporornis.

## Systematika
Druh popsal skotsko-americký přírodovědec Alexander Wilson v roce 1812 jako Geothlypis agilis. Moderní taxonomie druh řadí do monotypického rodu Oporornis, který původně zahrnoval několika dalších druhů lesňáčků, kteří však byli na základě genetických dat z rodu vyjmuti a přeřazeni do rodu Geothylpis. Druhové jméno agilis pochází z latiny a znamená „čilý“, „pohyblivý“.

## Výskyt a migrace
Jedná se o neběžně se vyskytujících lesňáčka s lokalizovanou hnízdní populací v Kanadě (Britská Kolumbie, Severozápadní teritoria, Alberta, Saskatchewan, Manitoba, Ontario, Quebec), a částečně i Spojených státech, kde hnízdí v oblasti Velkých jezer (Minnesota, Wisconsin, Michigan). Hnízdní habitat druhu představují močálovité jehličnaté (mj. smrk, borovice), listnaté (mj. topoly) i smíšené lesy. Kolem srpna lesňáčci táhnou do lesů Bolívie a jihozápadní Brazílie, kde stráví zimu; zpět na sever dolétávají kolem května.

## Popis

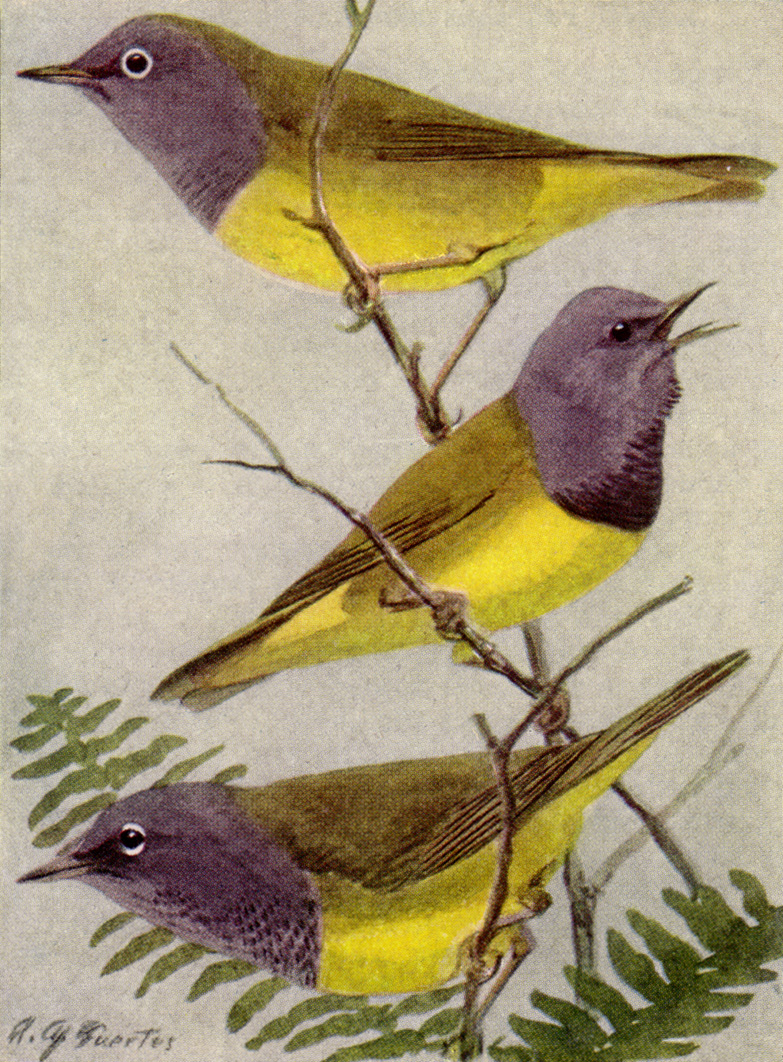
Ilustrace lesňáčků kroužkookých

Lesňáček kroužkooký dosahuje délky těla kolem 13–15 cm a váhy kolem 13–20 g. Rozpětí křídel je 23 cm. Spodina je světle žlutá, svrchní část těla převážně olivová. Nápadné jsou dlouhé žluté podocasní krovky, které jsou patrné hlavně za letu. Jak již český druhová název napovídá, lesňáček se pyšní nápadným bílým očním kroužkem, který dobře vyniká kolem černého oka. Samci mají nápadnou sytě šedou kapuci, která je u samic a nedospělých jedinců mnohem méně výrazná. Nohy jsou růžové.
Hlasový projev představuje nasální čamp, v letu bzučivé zííít. Zpívá stoupavým tuít, čuch UIP-uch čí-uch-UIP-uch čí-uch-UEJ. Od jiných lesňáčků lze lesňáčka kroužkookého rozeznat kolébavou chůzí, během které se ocas naklání nahoru a dolů.

## Biologie
Žije poměrně skrytým způsobem života v hustých, velmi těžko přístupných lesích, pročež je lesňáčka kroužkookého obtížné spatřit. Potravu sbírá převážně mezi listy na zemi, po které se prochází rozvážným krokem. Může pochodovat i pro větvích, kde v kůře nachází různé bezobratlé. Hlavní složku jídelníčku tvoří bezobratlí živočichové jako jsou housenky, pavouci nebo plži. Potravu doplňuje semeny a bobulemi.

### Hnízdění

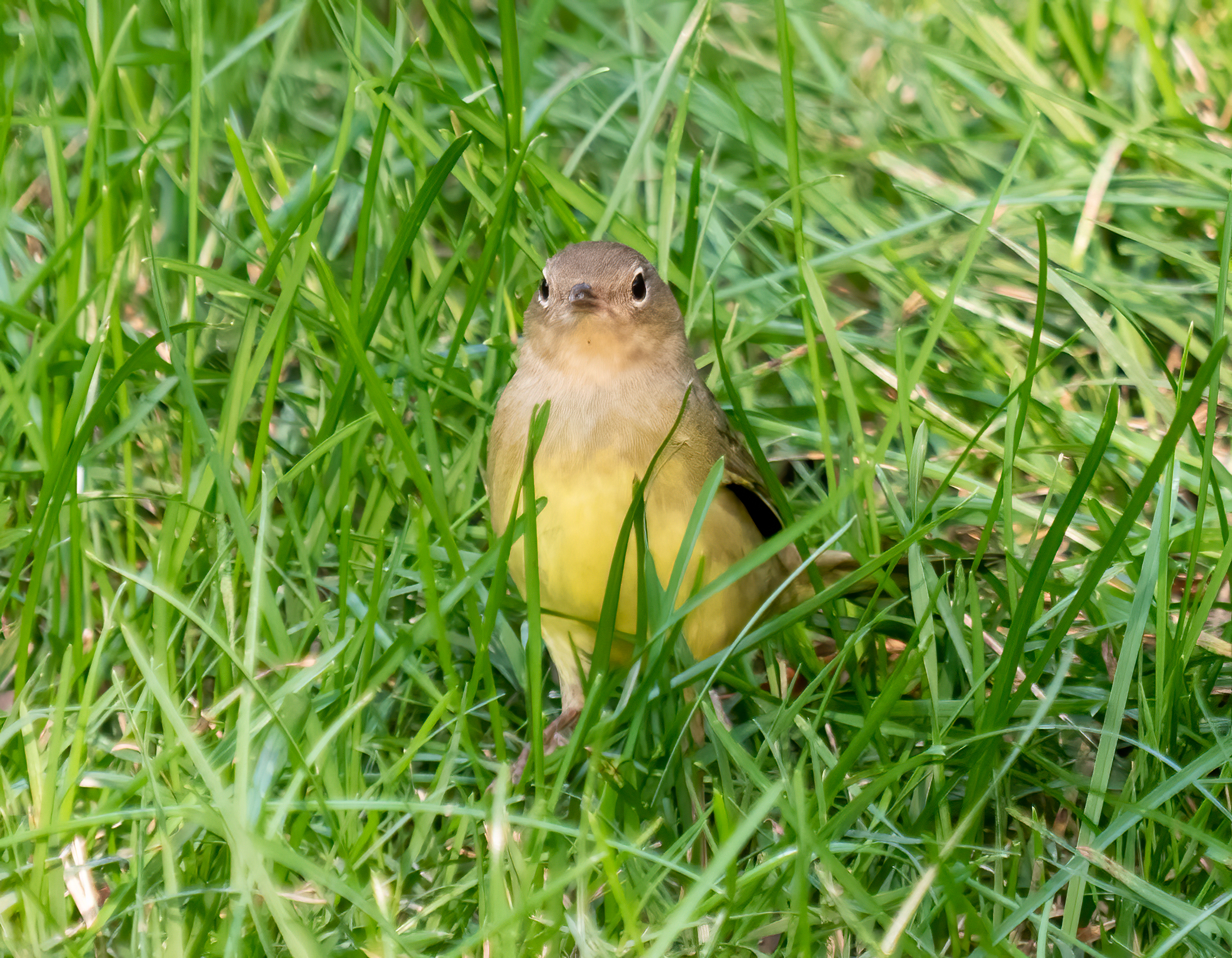
Lesňáček kroužkooký v trávě

Jedná se o teritoriální druh. V době hnízdění samci brání teritoria o velikosti kolem poloviny hektaru proti ostatním samcům. Vedle náruživého zpěvu občas dojde i k honičkám ve vzduchu nebo na zemi. Hnízdo je umístěno na zemi nebo těsně u země v husté vegetaci, vzácněji i na otevřených zaplevelených polích. Hnízdo má šálkovitý tvar a je postaveno z trav, listů, kořínků a chlupů. Samice klade kolem 3–5 krémově bílých vajec s tmavými flíčky. Vejce mívá rozměr kolem 19×14 mm. Ptáčata krmí oba rodiče; s potravou nejdříve dolétnou cca 15 m k hnízdu a zbytek dojdou pěšky. Ptáčata po vylétnutí z hnízda zůstávají v blízkosti rodičů a občas se sdružují do rodinných skupinek i před tahem.

## Ohrožení
Druh akutně nic neohrožuje, pročež jej Mezinárodní svaz ochrany přírody hodnotí jako málo dotčený. Populace je nicméně patrně na ústupu. V roce 2019 byla celková početnost druhu odhadnuta na 1,8 milionu dospělých jedinců. K ohrožením druhu patří degradace a rušení habitatu těžbou dřeva a používáním herbicidů, a také fragmentace krajiny spojovaná s lesnictvím, těžbou ropy a plynů, rozvojem zemědělství nebo výstavbou vysokonapěťových sítí.